# حمام استاد (گناباد)
حمام استاد مربوط به پهلوی اول است و در شهرستان گناباد، بافت قدیمی روستای استاد واقع شده و این اثر در تاریخ ۲۵ آبان ۱۳۸۴ با شمارهٔ ثبت ۱۳۸۸۷ به‌عنوان یکی از آثار ملی ایران به ثبت رسیده است.